# سیارک ۴۸۶۵
سیارک ۴۸۶۵ (به انگلیسی: 4865 Sor، نامگذاری:1988UJ) چهار هزار و هشتصد و شصت و پنجمین سیارک کشف شده‌است که در ۱۸ اکتبر ۱۹۸۸ کشف شد.
قدر مطلق سیارک برابر ۱۲٫۱۰ است.